# Carlos Encinas Vásquez
Carlos Mauricio Encinas Vásquez (Santiago, Chile, 26 de diciembre de 1964), más conocido como Carloto, es un exfutbolista, entrenador, profesor de educación física y empresario chileno. Actualmente dirige a Lautaro de Buin de la Segunda División Profesional de Chile. Se le considera como pionero en la implementación de pasto sintético en Chile, además de dedicarse al rubro inmobiliario y a los gimnasios. Es nieto del poeta y narrador chileno Nicomedes Guzmán.
Es inversionista de Lautaro de Buin y fue inversionista en Deportes Melipilla.

## Trayectoria

### Como futbolista
Integró los planteles de Colo-Colo, Audax Italiano, Magallanes, Cobreandino y Santiago Wanderers, equipo donde sufrió el descenso en 1991. Compatibilizó su carrera futbolística con la Universidad, en donde estudió Licenciatura en Matemáticas en 1982, Ingeniería en 1983, Arquitectura en 1984, finalmente titulándose de Profesor de Educación Física en 1991. Se retiró del fútbol profesional a los 28 años, "aburrido de ser suplente en todos lados", además de sufrir una fractura de tibia.

### Empresario
Tras la experiencia como entrenador en Barnechea, se dedicó a organizar campeonatos deportivos para empresas y corridas para un megamercado, relación que terminó mal debido a versiones contrapuestas.
En 1998, comenzó a levantar complejos de futbolito, en sociedad con diferentes futbolistas, como Daniel Morón y Rafael Olarra. Tras el fin de estas sociedades, se dedicó a la importación de pasto sintético desde China.

### Como entrenador

#### Primeros pasos
Comenzó su carrera en AC Barnechea, donde fue director técnico y preparador físico del conjunto huaicochero en 1996. Luego se dedicó a entrenar las divisiones inferiores de Unión Española, siguió su trayectoria como ayudante técnico de Óscar Meneses en Universidad de Concepción y en el 2010 fue ayudante técnico de Marcelo Barticciotto en la banca de Audax Italiano, donde fueron cesados por malos resultados.

#### Deportes Melipilla
En el año 2016 es contactado para invertir como accionista en Deportes Melipilla, aceptando pero con una condición: ser el director técnico. Tras perder la oportunidad de ascender, luego de empatar con Independiente de Cauquenes en la última fecha del Torneo 2016-17 de Segunda División, logra llevar al equipo al ascenso a la Primera B al torneo siguiente en 2017, en una definición ante Deportes Vallenar. Deportes Melipilla ganó el duelo de ida por 0 a 1, pero en el encuentro de vuelta, disputado en el Municipal Nelson Rojas, perdió por 2 a 1, lo que obligó a definir el ascenso por tanda de penales. En esta definición, el conjunto albiverde derrotó a de forma irregular a Melipilla por 5 a 4. Sin embargo, un penal mal ejecutado por el jugador de Vallenar Juan Silva, que realizó un amague antes de golpear el balón, y que el árbitro del encuentro Eduardo Gamboa, decidió repetirlo (según su informe por adelantamiento del arquero), cuando según el reglamento de los penales (que fue modificado en julio de 2017 y que el propio Gamboa lo desconoció públicamente), debió haber sido determinado como inválido, llevó a que tres días después la Asociación Nacional de Fútbol Profesional (ANFP), dictaminara repetir los lanzamientos penales sin público y a puertas cerradas, en el Estadio La Portada de La Serena. Esta repetición de los lanzamientos penales, se llevó a cabo el día 27 de diciembre de 2017, donde finalmente ascendió Deportes Melipilla, debido a que Deportes Vallenar no se presentó, por sus intenciones legales y su decisión de concurrir a la FIFA y al TAS, de recuperar el cupo perdido, pero las intenciones legales de Vallenar, no dieron resultado.
El año 2018, hizo noticia por renunciar a la banca técnica en cámara, tras una derrota de Los Potros. Regresa a Melipilla en 2019, pero tras otra mala campaña, renuncia para dejar en su lugar al argentino Héctor Adomaitis.

#### Lautaro de Buin
Desde el 2020, dirige a Lautaro de Buin, equipo participante en el campeonato de la Segunda División de Chile, aparte de ser inversionista del mismo equipo. El 8 de febrero de 2021, tras la victoria de su equipo como vista por 2 goles a 1 ante General Velásquez, sumado al empate de su más cercano perseguidor, Arturo Fernández Vial ante Deportes Colina, el Toqui se corona campeón de la Segunda División profesional, logrando el ascenso a la Primera B de Chile. Tras los hechos desencadenados por el doble contrato de Hans Martínez y José Barrera, se le descontaron 6 puntos a Lautaro, privándolo del torneo y el ascenso.
Tras una goleada en contra ante General Velásquez por 6-2 en partido válido por el torneo de Segunda División 2024, y con una mala campaña que lo tiene a un punto de los puestos del descenso,  renunció a la dirección técnica del equipo de Buin. Sin embargo, comenzada la segunda rueda del torneo, volvió a dirigir al equipo de Buin en la derrota ante Fernández Vial. Luego de que en la última fecha perdiera ante Deportes Melipilla, y certificando el descenso del cuadro del toqui a la Tercera División, anunció su retiro de la actividad.
No obstante, recién iniciado el 2025, Encinas asumió como presidente de Lautaro de Buin y a última hora, se mantuvo como entrenador del equipo, por lo que se autohabilitó, para ejercer los 2 cargos en el equipo, al mismo tiempo.

## Controversias

### Insultos

#### A Daniel Morón
El 5 de mayo de 2008, Encinas declaró en el sitio web de Terra.cl que Daniel Morón era un estafador y lo acusó de deberle dos millones de pesos, de utilizar un inmueble para fiestas y que Morón habría sido despedido de su puesto en Colo-Colo por haber transgredido normas morales. Morón se querelló por injurias con publicidad en contra de Encinas, siendo este último absuelto por la justicia.

#### A Aníbal Carvallo
En agosto de 2017, el exjugador de Deportes Melipilla Aníbal Carvallo acusó que el conjunto melipillano no había pagado su finiquito de contrato, pasados varios meses desde que el jugador había dejado el equipo. Encinas respondió, mediante redes sociales, tratando al jugador de tonto, y mostrando los documentos que indicaban el depósito del dinero adeudado.

#### A la hinchada melipillana
Tras la derrota que Deportes Melipilla sufrió como local ante Colchagua CD por el marco del torneo de Transición de la Segunda División 2017, Encinas realizó encendidas declaraciones contra su equipo, la barra y el exentrenador melipillano indicando que «Fuimos un desastre, un real desastre. Yo sé que fuimos un desastre hoy día y la verdad es que lo paso más mal dirigiendo que no dirigiendo, no sé si voy a seguir en esta cuestión, me tiene podrido». Ante la pregunta sobre la barra melipillana que pedía su salida de la banca, indicó «La barra me da lo mismo, no existen, no tienen idea lo que uno hace, me tiene podrido lo que hago yo y el equipo fue un desastre». Sobre las críticas realizadas sobre el equipo, que no conocía la cancha y no realizaba práctica alguna en el Estadio Roberto Bravo Santibañez, planteó que «si nosotros practicáramos esta cancha no estaría así, esta cancha la mandé a sembrar yo con plata mía sino esta cancha estaría destruida, no se podría jugar fútbol entonces eso es lo que no entiende esa gente, que es una mala agradecida, no tiene idea esa gente (...) Yo creo que esta gente no merece tener un cuerpo técnico como el que tiene, yo creo que tienen que tener un personaje como (Nelson) Cossio que es un ordinario y con ocho jugadores metidos en el arco, yo creo que eso es lo que merece este equipo». Tras estas declaraciones, Encinas se dirigió a un hincha que lo increpaba para agredirlo, más este incidente no pasó a mayores.

#### Al arbitraje
Encinas mantuvo su explosivo carácter en cancha, cuando durante el partido entre Lautaro de Buin e Iberia de Los Ángeles, tras ser expulsado por una conducta agresiva ante el árbitro asistente, se le acercó nuevamente insultándolo, gritando que «Son todos unos conchasumadres, huevones conchadesumadres.»  Ante esto, fue sancionado por 3 partidos.
Durante un partido válido por el torneo de Segunda División 2022, fue nuevamente expulsado, esta vez en la derrota de su equipo ante Deportes Valdivia, cuando finalizado el partido se le acercó al árbitro principal Diego Vidal, gritando «son unos cagones, sinvergüenzas culiados.» Fue sancionado por 1 partido.
En el marco de un partido ante Provincial Osorno valido por el torneo de Segunda División 2024 fue expulsado por el árbitro Rodrigo Rivera, quien consignó en el informe referil que Encinas empleó lenguaje ofensivo y humillante, señalando «Árbitros culiados, siempre nos cagan estos conchetumare, conchesumadre son muy malos, entrenan toda la semana para ser malos estos conshesumadre hijos de puta, son unos weones estos conchetumare». Luego lanzó agresivamente un teléfono celular hacia la cancha, mientras que tras ser expulsado continuó sus insultos: «Conchesumadre, árbitros culiados, conchesumadres puta que son malos estos conshesumadre». Finalizado el partido, retirándose el cuerpo arbitral de la cancha hacia camarines, arremetió nuevamente señalando:  «Son muy malos estos conchesumadre, gasto tres mil millones de pesos para que estos wueones nos caguen».

#### A otros equipos
El 29 de abril de 2024, luego de una goleada en ante General Velásquez, y tras anunciarse extraoficialmente su renuncia, a través de su cuenta de Instagram se descargó señalando: «Han sido largos ocho años llenos de triunfos y muchas traiciones. Se han desintegrado muchas ilusiones producto de los ladrones y falsos amigos. Jugadores inescrupulosos y ladrones, y dirigentes de otros clubes iguales, todos de la Octava Región (sic). Es hora de dedicarse a los que te quieren y que por tanto tiempo has tenido botados. Gracias a los jugadores honestos y a los amigos de verdad.» Esto, debido a las polémicas en que se vio envuelto con Fernandez Vial y Huachipato en campañas anteriores.

### Denuncia de amaño de partidos

#### En Deportes Melipilla
Con la denuncia presentada por los dobles contratos en Melipilla, el exgerente deportivo del Club y denunciante Gino Valentini aseguró que en diciembre de 2017, Encinas le indicó que tratase de sobornar al arquero del conjunto de Deportes Vallenar, Carlos Julio, ofreciéndole dinero y un contrato futuro con Deportes Melipilla, lo que el arquero habría rechazado.  Julio indicó «a través del representante Juan Manuel Espinoza, me ofrecieron contrato, un departamento y contrato con marca deportiva. A Juan Silva, la noche anterior, se le ofreció un beneficio a cambio de que lo expulsaran». Encinas contraatacó, acusando a Vallenar de la misma práctica: «creo son palabras llenas de mala intención aún cuanto mi admiración por varios jugadores de allá existe, también sé que se comunicaron con Mario Sandoval y Alexis Norambuena, pero jamás me atrevería a acusar a alguien de allá de promover el estímulo a uno de nuestros jugadores».
Valentini también denunció la existencia de un arreglo en el partido válido por el Play-Offs de la Primera B de Chile 2020 entre Deportes Melipilla y Unión San Felipe, siendo testigo de la conversaciones para llevar a cabo el arreglo. Ambas acusaciones fueron desestimadas por el Tribunal de Penalidades de la ANFP.

#### En Lautaro de Buin
Durante la emisión del programa del canal La Red "La Red Deportes" del 3 de mayo de 2021, el periodista Víctor Gómez denunció que Lautaro de Buin, equipo dirigido por Encinas, estaría implicado en una red de corrupción y arreglos de partidos, durante el torneo de Segunda División 2020. Los partidos en cuestión serían la victoria sobre Deportes Colina por 3-0 durante la fecha 14°, donde a un jugador se le habría ofrecido dinero por dejarse perder, además de un contrato para el próximo año, oferta hecha mediante un representante allegado a Lautaro de Buin; mientras que el segundo partido sería el empate a 2 goles entre Lautaro y Deportes Linares por la 19° fecha, donde al menos 4 jugadores del Depo se negaron a aceptar ofertas de contrato realizadas por vía telefónica hechas por un directivo y un representante, además de un llamado al director técnico de Linares, Ramón Climent.
Por último, se dio a conocer la participación de un árbitro designado para dirigir cuatro partidos de Lautaro en el mencionado torneo, donde según las estadísticas, el juez cuestionado pudo haber favorecido de forma deliberada a Lautaro de Buin, aunque su campo de acción pudo exceder a otros equipos y otros encuentros de la categoría. Encinas se refirió a las acusaciones como «infundadas, irrespetuosas, groseras y de muy mal gusto (...) Yo no soy Jadue», indicando además que todo esto es una movida de Fernández Vial para enlodar el título de Lautaro, indicando que ellos incentivaban a sus rivales sin tener pruebas, además de prometer acciones legales contra quienes realizaron la denuncia.

### Acusaciones de Violencia
Fue acusado por Gino Valentini de agresión por la espalda el 19 de noviembre de 2022, luego de que ambos se encontraran en Mosai Café en la comuna de Las Condes, agrediéndolo por la espalda con un golpe de puños, el cual dejó a Valentini con pérdida de conocimiento y sin audición de su oído izquierdo, todo esto debido a las denuncias presentadas por Valentini en contra de Deportes Melipilla en 2021. Valentini anunció además la presentación de acciones legales en contra de Encinas. El 28 de noviembre, se revelaron las imágenes las cuales muestran la agresión de Encinas.
El 23 de octubre de 2024, tras la derrota de Lautaro de Buin ante Deportes Melipilla que significó el descenso de su equipo a la Tercera A, nuevamente arremetió en contra de Valentini sin nombrarlo directamente, señalando «ustedes saben quién está en (Deportes) Concepción, un personaje que no tiene buenas costumbres tiene algunos hábitos que está (...) No lo voy a nombrar porque después me gano demandas que no quiero tener, ustedes saben quién es (...) esa persona que está en Concepción ya destruyó (Deportes) Melipilla. Lo destruyó él. Con eso destruyó un montón de cosas que estaban en el alma de nosotros, en nuestro espíritu».

### Dobles contratos y pagos en negro

#### En Lautaro de Buin
En marzo de 2021, el defensa Hans Martínez acusó a Lautaro de Buin de incumplimiento contractual y el no pago de imposiciones, indicando que dicho contrato lo negoció con Encinas, quién se defendió indicando que eso era mentira, que dicho contrato era por un año, y que Martínez no fue profesional durante su estancia en "El Toqui", instándolo a mostrar el contrato. Martínez reveló el contrato, el cual le daría la razón, desmintiendo a Encinas. Luego, Encinas fue acusado de querer matar el asunto del finiquito, ofreciéndole al jugador pagarle 30 millones de pesos con una boleta, la cual fue acusada de ser Ideológicamente falsa, puesto que describe un servicio nunca prestado. Inclusive, se filtró a los medios un grupo de WhatsApp  llamado "Finiquito del Delincuente", armado entre Encinas, Leonardo Zúñiga (Presidente de Deportes Melipilla), Vladen Canales, entre otros, quienes en ese grupo intentaban arreglar el tema del finiquito de Martínez. Debido a las irregularidades, la Primera Sala del Tribunal de Disciplina de la ANFP decretó la desafiliación de Lautaro el 5 de mayo de 2021. Finalmente, la Segunda sala de Tribunal de la ANFP ratifica el fallo a Lautaro de Buin, más cambia la sanción, con el descuento de 6 puntos de la Temporada 2020.
Además, Nicolás Bascuñán, jugador de Lautaro de Buin, declaró haber recibido durante la temporada 2021 pagos en negro no registrados en ningún contrato, siendo depositados de forma directa en su cuenta bancarias personal. Encinas declaró que el conjunto del Toqui tenía todo en regla.

#### En Deportes Melipilla
Tras el término de la fase regular del torneo de Primera División chileno de 2021, en donde Deportes Melipila terminó en la 14° posición, se ingresó una denuncia realizada por alrededor de 12 equipos del fútbol chileno y la directiva de la ANFP, en la cual se acusa al conjunto melipillano de "dobles contratos" y "pagos en negro" a jugadores del plantel.  Gino Valentini, quien realizaba los pagos en negro, declaró haberlo hecho con los jugadores Gonzalo Lauler, Miguel Escalona, Gustavo Guerreño, Cristián Magaña, Nicolás Peranic, Miguel Sanhueza y  Gonzalo Sosa, mientras que existía un doble contrato con Mario Pardo; los jugadores repudiaron los dichos de Valentini. Dentro de las pruebas, están los testimonios de los exjugadores melipillanos José Huentelaf y Ricardo Fuenzalida, quien además acusó a Encinas de intentar coimearlo y amenazar al jugador para que este no prestara su testimonio. Fuenzalida grabó una llamada telefónica con Encinas, en la cual este último le indica: «Ven a hablar conmigo, se te van a aclarar todas las dudas y va a ser el mejor día de tu vida. Vente para acá y te vas a ir muy contento (...) Deja de pensar que yo te cagué, yo no cago a nadie. ¿Sabes lo que me ha costado Lautaro estos dos años? Y después que me quitaron el título porque un hueón pensó que iba a ganar 10 millones al año siguiente.» En la llamada telefónica, Encinas le ofrece a Fuenzalida un contrato para jugar la temporada siguiente en alguno de sus equipos. Este último no aceptó la oferta.
Dentro de las declaraciones prestadas por el cuadro melipillano a la ANFP, se reconoció pagos en negro durante las temporadas 2019 y 2020, más no en 2021. Pese a esto, se logró comprobar que Nicolás Forttes, exjugador de Deportes Melipilla, recibió pagos y depósitos en efectivo, además de percibir transferencias desde una cuenta corriente de una persona que no guarda ninguna relación con el club, aun así le habría transferido la suma de 500.000 CLP mensuales, confirmado por las cartolas de la cuenta corriente de Forttes.
Finalmente, Deportes Melipilla fue expulsado por la Primera Sala del Tribunal de Disciplina de la ANFP, debido a las irregularidades denunciadas; sin embargo,  el 13 de enero de 2022, la Segunda Sala del Tribunal  revocó su expulsión y determinó la pérdida de seis de los puntos obtenidos durante el torneo 2021, provocando con ello su descenso directo a Primera B 2022. En el comienzo del Torneo, los hinchas melipillanos sindicaron a Encinas como uno de los culpables del descenso, expresando su malestar mediante cánticos.

#### Acusaciones a otros equipos
En agosto de 2023, luego de que Deportes Limache se mantuviera como líder del torneo de Segunda División de 2023, Encinas indicó a un sitio web, sin tener pruebas, que el cuadro cervecero tendría problemas para pagar sus remuneraciones: «Hay rumores de que hay una problemática interna grave en términos de como pagan los sueldos. Conozco el rumor, no conozco algo preciso y si nos llega un regalo de Navidad sería muy bonito.» Además, acusó la misma maniobra a Deportes Concepción, «que llevó a [Gustavo] Guerreño, que no debe ganar menos de 5 millones. Si en la liquidación de sueldo sale uno y medio (millón) es mentira. A nosotros nos culparon de eso, nos bajaron por eso y me gustaría que pasara eso transversalmente, en todo orden de cosas porque nosotros perdimos un campeonato con Lautaro y con Melipilla».
La dirigencia de Deportes Limache, mediante su presidente César Villegas, salió al paso de las acusaciones de Encinas, acusándolo de querer empañar la gran campaña de su equipo con acusaciones sin fundamento. Tras la obtención del título de la Segunda División 2023 por parte del equipo limachino, los jugadores del plantel le dedicaron cánticos a Encinas.
En enero de 2025, luego del litigio entre Deportes Melipilla y Deportes Concepción en la Segunda División 2024, reapareció en las redes sociales, comentando una publicación con un sarcástico «Concepción no paga en negro, plop». Además arremetió contra el Gerente Deportivo del cuadro lila, Anderson Abreu «Se lo ganó en cancha (Melipilla), no como el desconocido de Conce. ¿Quién es? ¿Quién contrata y quién paga ese plantel? ¿ Cuesta 40 millones?. No sean frescos, pagaron en negro todo el año y ahora dice un tarado que ganó en cancha, huevón fresco, los otros errores posibles no los conozco y no deberían pasar, pero el chanta que no se de dónde salió se pone hablar huevadas. ¿Cuándo han visto un venezolano enseñando fútbol? En chile somos muy pavos».

### Denuncias de incumplimientos reglamentarios
También en marzo de 2021, Lautaro de Buin fue denunciado por el presidente de Unión San Felipe, el argentino Raúl Delgado, de no cumplir con los requisitos para participar en la Segunda División de Chile por alrededor de un año, obteniendo recién dicho permiso el 1 de marzo de 2021, pidiendo su desafiliación del fútbol profesional. Encinas, como vocero del Toqui, se defendió indicando que todos los papeles estaban en regla, y que esto se debía a una demora burocrática por parte del Instituto Nacional de Deportes,  Además de acusar la maniobra como una movida por parte de Delgado y Cristián Ogalde (accionista de Magallanes) para que Lautaro de Buin no recibiera el dinero de TNT Sports por formar parte de la división.
A su vez, el Instituto Nacional del Deporte, exigió explicaciones a la ANFP, debido a que El Toqui jugó alrededor de un año sin cumplir los requisitos para participar del fútbol profesional. Debido a esta denuncia, Lautaro de Buin no pudo iniciar el torneo de Ascenso de 2021, por determinación de la Segunda Sala del Tribunal Autónomo de Disciplina de la ANFP.

### Relación financiera entre Deportes Melipilla y Lautaro de Buin
Al menos durante 2020 y 2022, Encinas era el controlador de Deportes Melipilla y dueño y entrenador de Lautaro de Buin; mientras que Leonardo Zuñiga se desempeñaba como Presidente de Deportes Melipilla y administrativo en el equipo de Buin, y a su vez el exfutbolista Vladen Canales tenía un cargo como asesor en los dos equipos.
Tras concretarse el descenso de Deportes Melipilla en el torneo de Primera B 2022, se destapó por un reportaje de Radio Agricultura que tras el fallido ascenso de Lautaro de Buin a la Primera B en 2021, los jugadores Nicolás Forttes y Mauro Lopes fueron cedidos por Lautaro de Buin a Melipilla, con contrato hasta fin de temporada a pesar de estar solo semanas en el conjunto del Potro. Además, se despidió en medio del torneo de Primera división a Gustavo Guerreño para darle su cupo de extranjero a Matías Tellechea, representado por José Manuel Espinoza, quien había llegado como refuerzo de Lautaro de Buin. Guerreño reconoció situaciones irregulares en su salida del equipo.
Tras el descenso de Melipilla por pagos en negro a jugadores, Encinas utilizó a Deportes Melipilla para fichar 7 jugadores que luego eran cedidos a Lautaro de Buin, haciéndose cargo el primero de los sueldos de los jugadores suma que ascendió a los 11 millones de pesos chilenos; como también de traspasar 16 jugadores desde Lautaro a Melipilla, pudiendo así pagar el sueldo prometido tras el fallido ascenso de Lautaro de Buin, suma que alcanza los 30 millones de pesos.
Además, en términos financieros y al entrenar ambos conjuntos en el mismo complejo deportivo, el Club Oriente, es Deportes Melipilla quien debe solventar facturas de proveedores para ambos clubes y financiar espacios usados en conjunto, como camarines, gimnasios e implementos deportivos. Sellado el descenso, el dirigente de Deportes Melipilla Luis Bustos culpó directamente a Encinas de la mala campaña del equipo.
Iván Pardo, exfutbolista profesional, señaló que Encinas trabaja con el representante José Manuel Espinoza, quienes determinaban a los jugadores para Deportes Melipilla y Lautaro de Buin. Los describe: «Me engañaron los tipos, son unos chantas (...) todos los jugadores lo conocen (a Espinoza) por los nexos que hace entre Lautaro, Melipilla y Trasandino. Juegan con el tiempo y la ilusión de los jugadores. Es terrible».
En mayo de 2025, el presidente de Deportes Melipilla José Castillo señaló, con respecto a una deuda que mantiene la ANFP con el equipo del potro, en donde esta organización debe devolver 24 mil UF, que el citado dinero es de dominio de Carlos Encinas, no del club.

## Clubes

### Como jugador
| Club               | País  | Año       |
| ------------------ | ----- | --------- |
| Audax Italiano     | Chile | 1987-1988 |
| Colo-Colo          | Chile | 1988      |
| Cobreandino        | Chile | 1989      |
| Magallanes         | Chile | 1989      |
| Colo-Colo          | Chile | 1990      |
| Santiago Wanderers | Chile | 1991-1992 |

### Como asistente de entrenador
| Club                      | País  | Año  |
| ------------------------- | ----- | ---- |
| Universidad de Concepción | Chile | 2004 |
| Audax Italiano            | Chile | 2010 |

### Como entrenador
Datos actualizados al 23 de octubre de 2024.
| Barnechea          | Chile | 1996      | 32  | 18  | 11 | 3  | 67.71% |
| Deportes Melipilla | Chile | 2016-2018 | 78  | 31  | 17 | 30 | 47%    |
| Deportes Melipilla | Chile | 2019      | 9   | 2   | 5  | 2  | 40.74% |
| Lautaro de Buin    | Chile | 2020-2024 | 103 | 46  | 20 | 37 | 51.13% |
| Lautaro de Buin    | Chile | 2024-Act. | 14  | 4   | 2  | 8  | 33.33% |
| Total              | Total | Total     | 236 | 101 | 55 | 79 | 50.57% |

## Palmarés

### Como jugador

#### Campeonatos nacionales
| Título           | Club      | País  | Año  |
| ---------------- | --------- | ----- | ---- |
| Primera División | Colo-Colo | Chile | 1990 |